# Острова Лункулансаари
Дере́вня о́строва Лункуланса́ари (карел. Lungulansuari, фин. Lunkulansaari) — населённый пункт в Питкярантском районе Республики Карелия России. Является частью посёлка Салми. Входил в состав упразднённого в 2023 году Салминского сельского поселения.

## Общие сведения
Расположена в северо-восточной части острова Лункулансаари в Ладожском озере.

## Население
Население учитывается в составе посёлка Салми.

## Инфраструктура
Личные подсобные хозяйства.

## Транспорт
Просёлочные дороги, одна до посёлка Салми.